# Aeronautical Information Publication
Aeronautical Information Publication (AIP) – wydawany z udziałem administracji państwowej zbiór informacji lotniczych o charakterze trwałym zawierających dane o lotniskach, drogach lotniczych i obowiązujących procedurach, które mają istotne znaczenie dla żeglugi powietrznej. W Polsce publikacją AIP zajmuje się Polska Agencja Żeglugi Powietrznej.

## Skład AIP
Składa się z trzech ujednoliconych części podzielonych na rozdziały i podrozdziały. Umożliwia przechowywanie i odtwarzanie danych elektronicznych i bieżących informacji dotyczących bieżących zmian, suplementów, wykazów kontrolnych i poprawek ręcznych. Wyjątkiem są AIP lub tomy do AIP, które pomagają w wykorzystaniu operacyjnym w trakcie lotu (np. AIP VFR przystosowany do lotów z widocznością ziemi).
- GEN – zawiera ogólne informacje dotyczące
  - organów odpowiedzialnych za pomoce nawigacyjne, służby i procedury zawarte w AIP
  - warunków udostępniania służb i pomocy dla użytku międzynarodowego
  - znaczących różnic pomiędzy Normami, Zalecanymi Metodami Postępowania i Procedurami ICAO w postaci wykazów pozwalających na łatwe określenie różności
  - przepisów krajowych wtedy gdy Normy, Zalecane Metody Postępowania i Procedury ICAO przewidują możliwość zastosowania alternatywnych rozwiązań
- ENR – Drogi lotnicze
- AD – Lotniska

Mapy międzynarodowych lotnisk i heliportów wchodzą w skład zbioru o ile są wydawane:
- Mapa lotniska/heliportu.
- Mapa naziemnego ruchu lotniskowego.
- Mapa przeszkód lotniskowych.
- Mapa terenu i przeszkód terenowych - w wersji elektronicznej.
- Mapa parkowania lub dokowania statków powietrznych.
- Mapa obszarowa.
- Mapa minimalnych wysokości bezwzględnych dozorowania ATC.
- Mapa podejścia według wskazań przyrządów.
- Mapa terenu dla podejścia precyzyjnego .
- Mapa standardowych dolotów według wskazań przyrządów (STAR).
- Mapa standardowych odlotów według wskazań przyrządów (SID).
- Mapa podejścia z widocznością.

Każda strona powinna zawierać oznaczenia AIP, informację o obejmowanym terytorium, nazwę państwa wydającego i organu publikującego, numer strony lub tytuł mapy oraz jeżeli informacja jest niepewna stopień wiarygodności. AIP może być wydawane przez dwa lub więcej państw gdy jest to jednoznacznie stwierdzone na okładce jak i w spisie treści.
Tworzy wraz z suplementami, depeszami NOTAM, Biuletynami Informacji Przed Lotem PIB, Biuletynami Informacji Lotniczych AIC oraz wykazami kontrolnymi zintegrowany pakiet informacji lotniczych i jest podstawowym dokumentem zawierającym informacje mające zasadnicze znaczenie dla żeglugi powietrznej.